# Apócrifos del Antiguo Testamento
Los libros apócrifos del Antiguo Testamento (del latín tardío apocry̆phus, y este del griego ἀπόκρυϕος apókrifos, ‘oculto’.), también conocidos como libros pseudocanónicos, debido a que no son reconocidos en el canon de la Biblia. Son libros escritos por comunidades cristiano/judías, las cuales no fueron reconocidas por las comunidades cristianas posteriores.  
El término «apócrifo» fue acuñado por Jerónimo en el siglo V, para referirse básicamente a documentos judíos antiguos escritos en el período comprendido entre el último libro de las escrituras judías, Malaquías, y la venida de Jesucristo. Existen libros Apócrifos del Antiguo Testamento y los posteriores a la venida de Jesucristo, los cuales fueron escondidos con el propósito de salvarlos de la persecución y la destrucción, ya que eran quemados por no ser aceptados. Son libros que, según criterio acordado, no fueron inspirados por Dios y que no forman parte de ningún canon. Los libros que no forman parte del canon de la religión profesada por la Iglesia Católica, también se consideran apócrifos. 
La consideración de un libro como apócrifo varía según la religión. Por ejemplo, algunos libros considerados canónicos por los católicos son considerados apócrifos por judíos y protestantes. En concreto, los católicos aceptaron los libros de Tobith, Judith, Sabiduría, Eclesiástico, I y II Macabeos y Baruc. Algunos de estos libros son los incluidos en la Septuaginta por razones históricas o religiosas. De acuerdo con la terminología teológica católica/ortodoxa, para éstos son libros deuterocanónicos, es decir, los libros que fueron reconocidos como canónicos en un segundo momento (del griego δεύτερος deúteros, ‘segundo’). Estos también incluyen adiciones en Baruc, Ester y Daniel, es decir: la Carta de Jeremías, los episodios de la Historia de Mardoqueo, de Susana y de Bel y el dragón.
Los apócrifos son cartas, colecciones de frases, narrativas de creación y profecías apocalípticas. Además de las que abordan la vida de Jesús o sus seguidores, unas 50 más contienen narrativas vinculadas al Antiguo Testamento.

## Lista de los apócrifos del Antiguo Testamento
- Primer libro de Adán y Eva
- Segundo libro de Adán y Eva
- Libro de los Jubileos
- Asunción de Moisés
- Primer libro de Enoc
- Segundo Libro de Enoc
- Tercer Libro de Enoc
- Martirio de Isaías
- Salmos de Salomón
- Samuel apócrifo
- Testamento de los Doce Patriarcas
- Oráculos sibilinos
- Génesis apócrifo
- Testamento de Abraham
- Carta de Aristeas
- Ascensión de Isaías
- Las Odas de Salomón
- Libro de Noé
- Carta de Jeremías

## Libros perdidos del Antiguo Testamento
- Libro de las Guerras de Yahvé.(Nm 21:14) El libro de Las Guerras de Yahvé sería, pues, una antigua colección de poemas, sobre diversas batallas de los israelitas contra sus enemigos, que proclamaban cómo Yahvé había luchado al lado de ellos. También sería la fuente de otros poemas que aparecen en la Biblia, como la Canción del Mar (en Ex 15,1-18), la Canción de Miriam (en Ex  15,21), la Canción de Moisés (en Dt  32) y la Canción de Débora (en Jue 5).
- El Libro de Yashar (o Libro del Justo, porque "yashar" en hebreo significa "justo”).Se lo menciona tres veces:Jos 10,12-13, 2 Sm 1,19-27 y 1 Re  8,12-13.La tercera y última cita, en realidad no aparece en la Biblia hebrea sino en su antigua traducción griega, llamada la versión de La Septuaginta. Se trata de un poema atribuido al rey Salomón. Cuando este monarca inauguró el Templo de Jerusalén, pronunció una breve oración.La Septuaginta asegura que este poema está tomado del Libro de Yashar.
- Hechos de Salomón (1 Re 11,41)
- Crónicas de Samuel, el vidente (1 Cro 29,29)
- Crónicas del profeta Natán (1 Cro 29,29; 2 Cro 9,29)
- Libro de Gad el vidente
- Libro de Ido, el vidente (1 Cro 29,29,2 Cro 13,22)
- Las Profecías de Ajías de Silo (2 Cro 9,29)
- Libro del profeta Shemaías (2 Cro 12,15)
- Libro de las Odas (2 Cro 33,19) o la Oración de Manasés
- Memorias de Nehemías (2 Mac 2:13).Allí se contaba cómo, cuando los babilonios destruyeron el Templo de Jerusalén, el profeta Jeremías logró salvar el arca de la Alianza y esconderla en una cueva de las montañas de Transjordania. También contaba que Nehemías había fundado en Jerusalén una biblioteca con textos importantes del judaísmo.
- Salmos de David.(2 Mac 2:13).
- Cartas de los Reyes sobre las Ofrendas (2 Mac 2:13). Es una antigua colección de cartas de los reyes persas a los judíos de Jerusalén, con directivas sobre cómo debían celebrar sus prácticas religiosas en el Templo.

## Libros deuterocanónicos considerados apócrifos, para judíos, protestantes y restauracionistas
- Adiciones en Daniel (o, en particular, los episodios del La Oración de Azarías y el Cántico de los Tres Jóvenes, la Historia de Susana y Bel y el dragón)
- Adiciones en Ester
- Baruc
- Eclesiástico o Sirácida o Sabiduría de Yeshua Ben Sirá
- Libro de Judit
- Primer Libro de los Macabeos o I Macabeos
- Segundo Libro de los Macabeos o II Macabeos
- Libro de Tobías
- Libro de la Sabiduría

## Catolicismo ortodoxo y ortodoxia oriental
En la Iglesia Católica Ortodoxa y en la ortodoxia oriental, además de los libros citados anteriormente, también se incluyen los siguientes:
- I Esdras, conocido como III Esdras en la traducción Vulgata de la Biblia.
- II Esdras, conocido como IV Esdras en la traducción Vulgata de la Biblia. También se le llama III Esdras en la Iglesia Ortodoxa Eslava, ya que II Esdras es Esdras y Nehemías juntos (como todavía se presentan en el judaísmo rabínico y caraíta).
- III Macabeos.
- IV Macabeos.
- Libro de las Odas, colección de cánticos y oraciones, entre las que destaca la Oración de Manasés.
- Salmo 151
- Salmos 152-155
- 1 Baruc, 2 Baruc, 3 Baruc y 4 Baruc

## Apocalipsis apócrifos del Antiguo Testamento
- Apocalipsis de Adán
- Apocalipsis de Abraham
- Apocalipsis de Moisés
- Apocalipsis de Elías
- Apocalipsis de Daniel
- Apocalipsis siríaco de Daniel
- Apocalipsis griego de Daniel.
- Apocalipsis siríaco de Baruc
- Apocalipsis griego de Baruc
- Apocalipsis de Zorobabel
- Apocalipsis de Esdras
- Apocalipsis de Sadrac
- Apocalipsis de Sofonías
- Revelación de Gabriel
- Apocalipsis arameo
- Apocalipsis de Lamec
- Testamento de Ezequías o Apocalipsis de Ezequías